# Eoophyla nigerialis
Eoophyla nigerialis là một loài bướm đêm trong họ Crambidae.